# Laad en Zaad
Laad en Zaad (Laard en Zaard, of Fries: Laerd en Saerd) is een buurtschap in de gemeente Súdwest-Fryslân, in de Nederlandse provincie Friesland. De buurtschap ligt ten zuidoosten van de stad Bolsward, langs de rijksweg A7. Laad en Zaad bestaat uit een tweetal nederzettingen, ook wel beschouwd als twee aparte buurtschappen.

## Algemene geschiedenis
In 19e eeuw werden de twee al samen gemeld als Zaad en Laard. De twee lagen van oorsprong in twee verschillende gemeenten. Saard viel tot 2011 tot de gemeente Bolsward terwijl Zaard tot 2011 onder de gemeente Wymbritseradeel viel.

## Laard
Laard is de zuidelijke en oostelijke van de twee en ligt aan de doodlopende weg Laerd en Saerd en bestaat uit een drietal boerderijen.  In 1481 werd Laard vermeld als Allaerd, in 1510 als tho laerd. De naam is een verbastering van het Oudfriese woord uurð, wat later terp is geworden. Laard is daarmee waarschijnlijk ontstaan op een terp. Deze was mogelijk lang, wat mogelijk het eerste element verklaard.

## Zaard
Zaard of ook wel Saard, ligt het dichtstbij Bolsward en bestaat uit een drietal boerderijen aan de weg Laad en Zaad. In 1398 werd het vermoedelijk vermeld als Zidwaerde, maar heel zeker is het niet dat het ook echt om dezelfde plaats gaat. In 1399 werd de plaats in ieder geval zeker vermeld als  Sauwert, in 1400 als Zuwairt, in 1466 als te Saerd, in 1476 als yn Zaerdra gued en in 1478 als Saerd. De plaatsnaam zou een verbastering kunnen zijn van een bewoonde hoogte, terp (werd).
Steden: Bolsward · Hindeloopen · IJlst · Sneek · Stavoren · Workum

Dorpen en gehuchten: Abbega · Allingawier · Arum · Blauwhuis · Bozum · Breezanddijk · Britswerd · Burgwerd · Cornwerd · Dedgum · Deersum · Edens · Exmorra · Ferwoude · Folsgare · Gaast · Gaastmeer · Gauw · Goënga · Greonterp · Hartwerd · Heeg · Hemelum · Hennaard · Hichtum · Hidaard · Hieslum · Hommerts · Idsegahuizum · IJsbrechtum · Indijk · It Heidenskip · Itens · Jutrijp · Kimswerd · Kornwerderzand · Koudum · Kubaard · Loënga · Lollum · Longerhouw · Lutkewierum · Makkum · Molkwerum · Nijhuizum · Nijland · Offingawier · Oosterend · Oosterwierum · Oosthem · Oppenhuizen · Oudega · Parrega · Piaam · Pingjum · Poppingawier · Rauwerd · Rien · Roodhuis · Sandfirden · Scharl · Scharnegoutum · Schettens · Schraard · Sijbrandaburen · Terzool · Tirns · Tjalhuizum · Tjerkwerd · Uitwellingerga · Waaxens · Warns · Westhem · Wieuwerd · Witmarsum · Wolsum · Wommels · Wons · Woudsend · Zurich

Buurtschappen: Abbegaasterketting · Anneburen · Arkum · Atzeburen · Baarderburen · Baburen · Bernsterburen · De Bieren · De Blokken · De Hel · De Grits · De Kat · De Klieuw · De Polle · De Wieren · Dijksterburen · Doniaburen · Draaisterhuizen · Driehuizen · Eemswoude · Engwerd · Engwier · Exmorrazijl · Feyteburen · Flansum · Galamadammen · Gooium · Grauwe Kat · Grote Wiske · Grotewierum · Harkezijl · Hayum · Hemert · Hidaarderzijl · Hoekens · Hornsterburen · Idzega · Idserdaburen · Indijk (Bozum) · Jet · Jonkershuizen · Jousterp · Jouswerd · Kampen · Kleine Gaastmeer · Kleine Wiske · Kleiterp · Kooihuizen · Koufurderrige  · Kromwal · Koudehuizum · Laaxum · Laad en Zaad · Lippenwoude · Lytshuizen · Makkum (Bozum) · Meilahuizen · Montsamaburen · Nijeburen · Nijeklooster · Nijezijl · Oosthem (Witmarsum) · Osingahuizen · Piekezijl · Remswerd · Rijtseterp · Scharneburen · Schrok · Sieswerd · Sjungadijk · Smallebrugge · Sotterum · Speers  · Strand · Swaanwerd · Swarte Beien · Tsjerkebuorren · Vierhuizen · Viersprong · Vijfhuis · Vissersburen  · Het Vliet· Westerlittens · Wolsumerketting · Wonneburen · Ypecolsga

 Voormalige buurtschappen: Aaksens · Angterp · De Band · Barsum · De Bird · Bittens · Bloemkamp · Bootland · Bovenburen · Doniawier · Goëngamieden · Hiddum · Houw · Knossens · De Nes · Ottenburen · Sandfirderrijp · Slijp · Spijk · De Weeren 

Friesland: Steden en dorpen      Nederland: Provincies · Gemeenten